# Albertus Harmannus Kleinenberg
Albertus Harmannus Kleinenberg (Roswinkel, 17 april 1885 - 6 april 1973) was een Nederlandse architect.

## Leven en werk

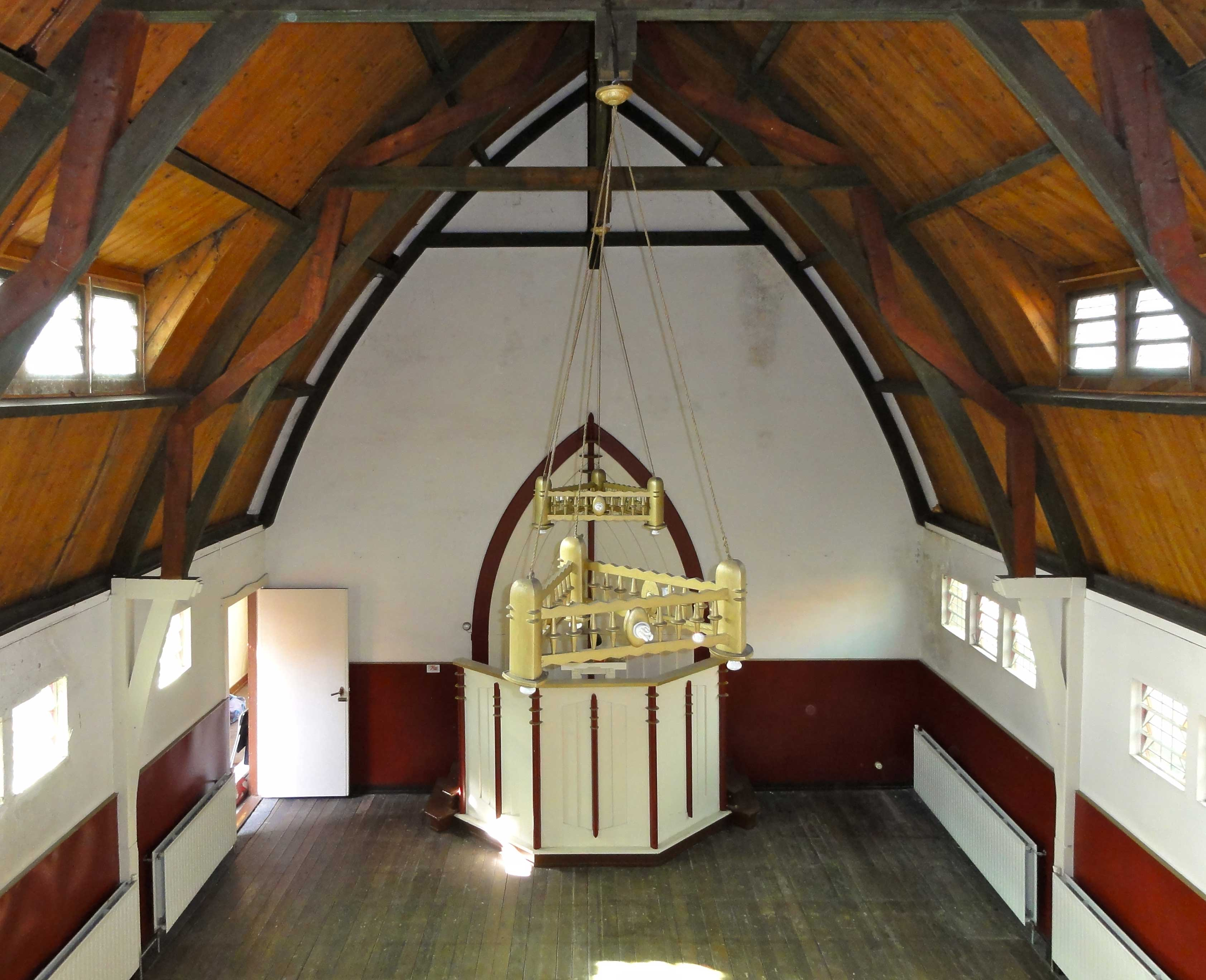
Het interieur van het door Kleinenberg ontworpen kerkgebouw in Musselkanaal

Kleinenberg werd in 1885 in Roswinkel in de gemeente Emmen geboren als zoon van de timmerman Tijs Kleinenberg en van Anna Zeven. Kleinenberg werd evenals zijn vader timmerman en aannemer, maar ontwikkelde zich vervolgens tot architect. Hij vestigde zich in de Groningse plaats Musselkanaal en werkte later met zijn zoon Barend Teunis samen als architectenbureau A.H. en B.T. Kleinenberg. Hij liet een omvangrijk oeuvre na, met name in het Drents-Groningse veenkoloniale gebied. Het door hem ontworpen kerkgebouw van de Nederlandse Protestanten Bond in Musselkanaal werd erkend als rijksmonument. Provinciale monumenten in Drenthe door Kleinenberg ontworpen zijn de toren van kerk nummer 11 in Valthermond en twee woonhuizen aan het Zuiderdiep 492 en 493 eveneens in Valthermond. Andere beeldbepalende gebouwen van zijn hand waren onder andere de bioscoop de IJzeren Klap Musselkanaal (1941), de hervormde kerk van Barger Compascuum, de gereformeerde kerk van Zwartemeer en villa 't Hoekje in Emmen.
Kleinenberg was bestuurslid van de Nederlandsche Bond van Bouwmeestersgilden. Tijdens de Tweede Wereldoorlog was hij correspondent van het Gilde voor Bouwkunst, Beeldende Kunsten en Kunstambacht van de Kultuurkamer.
Kleinenberg trouwde op 24 maart 1910 in de gemeente Onstwedde met Barbera Jansiena de Groot. Hij overleed in april 1973 op bijna 88-jarige leeftijd. Hij werd begraven op de begraafplaats aan de Floralaan in Musselkanaal.

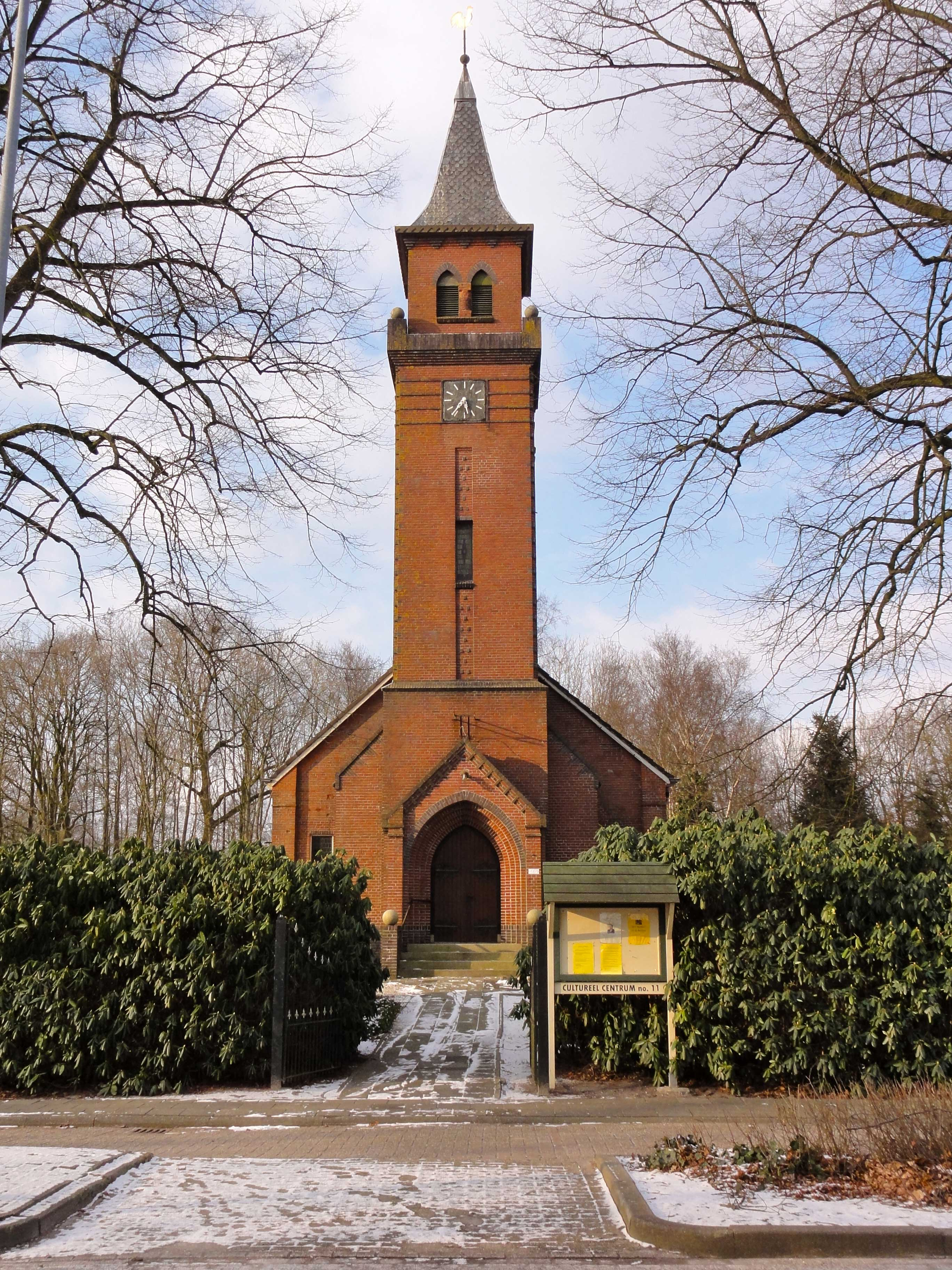
Kerktoren Valthermond (1925)
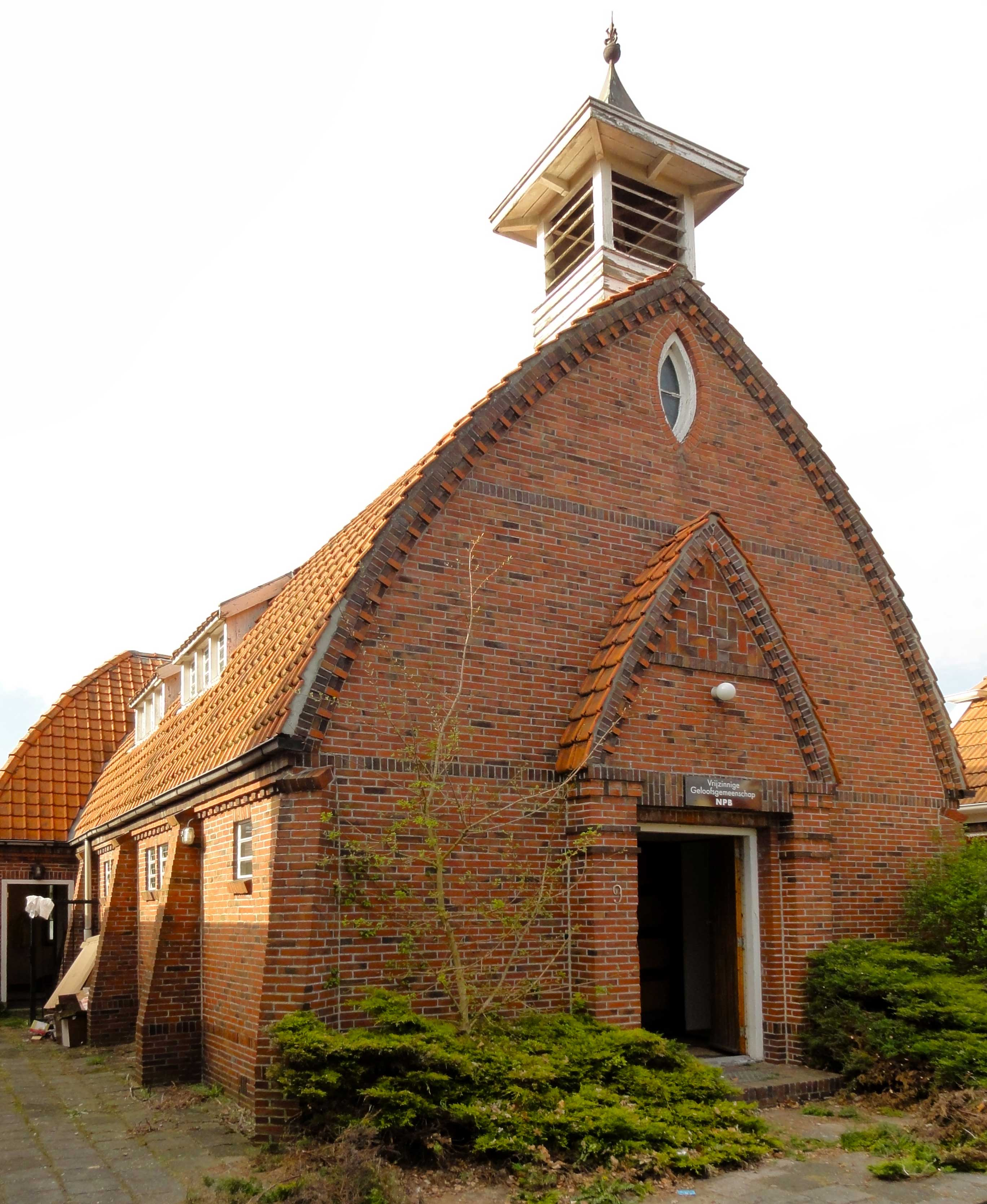
Kerk Musselkanaal (1926)
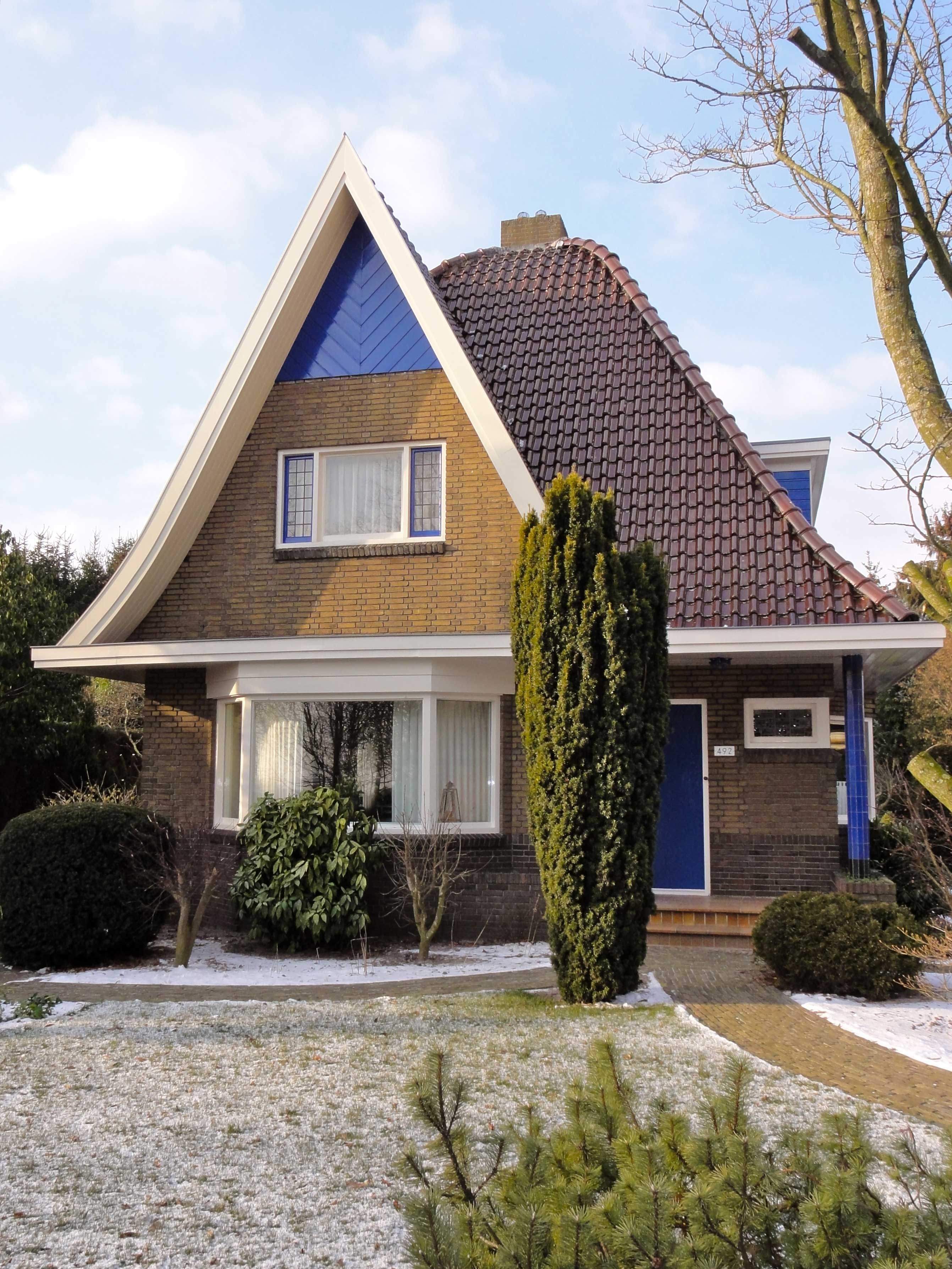
Woonhuis Zuiderdiep 492 Valthermond (1935)
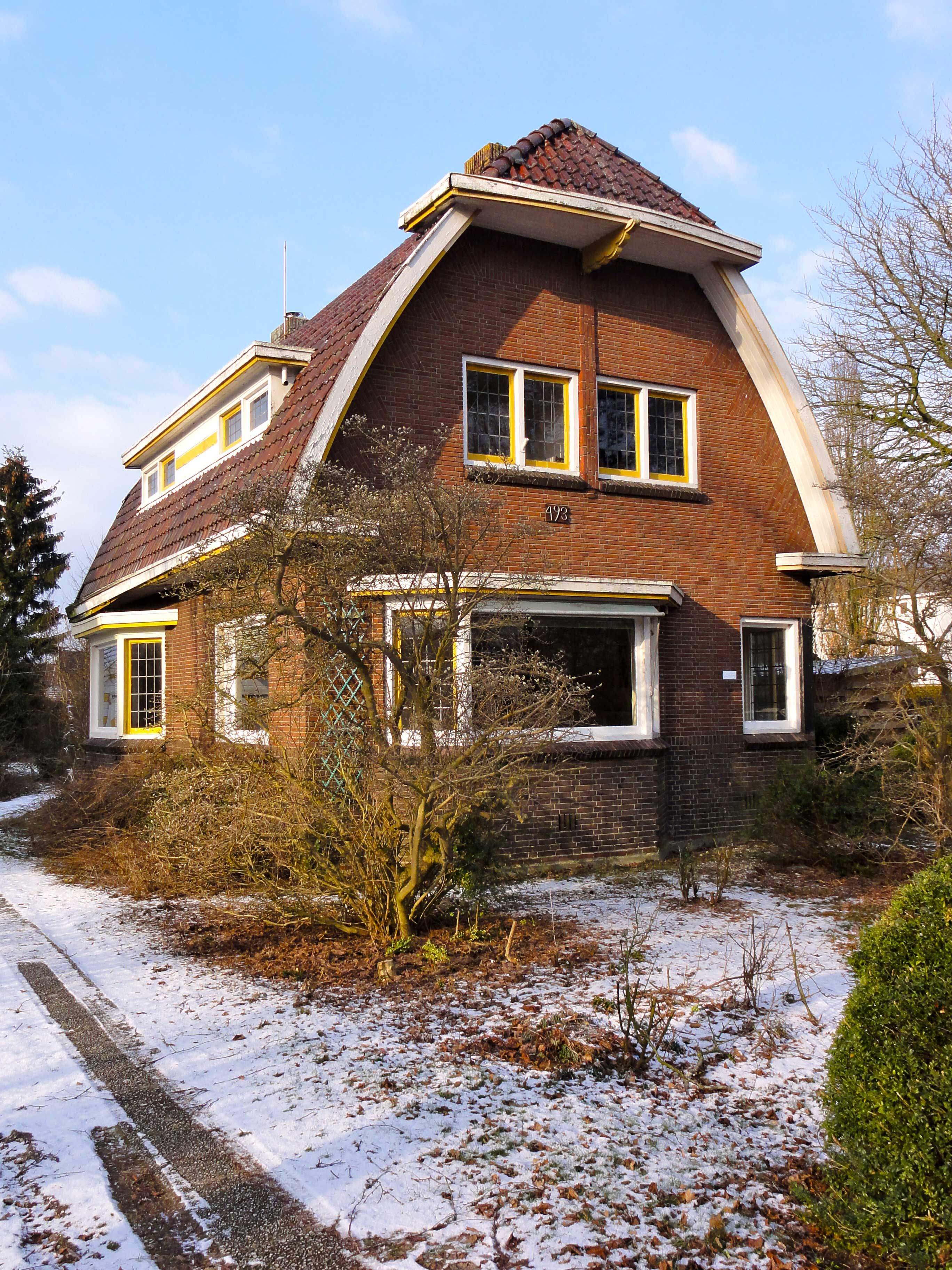
Woonhuis Zuiderdiep 493 Valthermond (toegeschreven - ca 1935)